# 松本光祐
松本 光祐（まつもと こうすけ、1980年2月15日 - ）は熊本県出身の競技ダンス選手。

## 主な経歴
1998年　熊本県立松橋高等学校卒業後、実家の松本ダンスアカデミー熊本に勤務。
2002年　22歳で上京し芸能人社交ダンス部の講師としても有名な二ツ森亨ダンスアカデミーに勤務。
2004年　加藤希望とペアを結成。
2010、2011年　2年連続日本代表としてロシア、ドイツで行われた世界ラテン選手権に出場。
2007年　第40回日本プロスポーツ大賞新人賞を、ゴルフ上田桃子、野球・田中将大らと共に受賞。
　　財団法人日本プロスポーツ協会　日本プロスポーツ大賞2007年度受賞者
2012年　全日本ショーダンス選手権にて準優勝。
　　20120506全日本ショーダンス選手権大会ボールルーム _ 公益社団法人 日本ダンス議会
2013年　アメリカで行われた世界ショーダンス選手権に日本代表として出場。